# Закарі Бро-Гіяр
Закарі Бро-Гіяр (англ. Zachary Brault-Guillard, нар. 30 грудня 1998, Дельмас) — канадський футболіст, захисник швейцарського клубу «Лугано» та національної збірної Канади. Виступав також за клуби «Олімпік-2» (Ліон) та «КФ Монреаль». Дворазовий чемпіон Канади.

## Клубна кар'єра
Закарі Бро-Гіяр народився 1998 року в гаїтянському місті Дельмас, проте ще в дитинстві перебрався до Канади. Пізніше він жив у Франції, де розпочав займатися футболом у школі клубу «Ліон». У 2016 році розпочав грати за другу команду ліонського клубу «Олімпік-2», в якій грав до 2018 року, взявши участь у 17 матчах чемпіонату.
У 2019 році Закарі Бро-Гіяр перейшов до складу канадського клубу Major League Soccer «Монреаль Імпакт», який наступного року перейменували на «КФ Монреаль». У складі команди з Монреаля Бро-Гіяр грав до кінця 2023 року, та став у її складі дворазовим чемпіоном Канади. З 2024 року футболіст грає у складі швейцарського клубу «Лугано».

## Виступи за збірні
У 2017 році Закарі Бро-Гіяр грав у складі молодіжної збірної Канади. На молодіжному рівні зіграв у 3 офіційних матчах.
У 2018 році Бро-Гіяр дебютував у складі національної збірної Канади. У складі збірної був учасником розіграшу Золотого кубка КОНКАКАФ 2019 року у трьох країнах, розіграшу Золотого кубка КОНКАКАФ 2023 року у США та Канаді. Станом на початок 2025 року зіграв у складі національної збірної 9 матчів, у яких відзначився 1 забитим м'ячем.

## Титули і досягнення
- Чемпіон Канади (2):

«КФ Монреаль»: 2019, 2021